# 1936年ベルリンオリンピックのオランダ選手団
1936年ベルリンオリンピックのオランダ選手団（1936ねんベルリンオリンピックのオランダせんしゅだん）は、1936年8月1日から8月16日にかけてドイツの首都ベルリンで開催された1936年ベルリンオリンピックのオランダ選手団、およびその競技結果。

## 概要
今大会は金メダル6個、銀メダル4個、銅メダル7個の合計17個のメダルを獲得した。

## メダル
| メダル | 選手名                   | 競技 | 種目     |
| ------ | ------------------------ | ---- | -------- |
| 銅     | ティヌス・オーセンダルプ | 陸上 | 男子100m |
| 銅     | ティヌス・オーセンダルプ | 陸上 | 男子200m |